# Guneet Monga

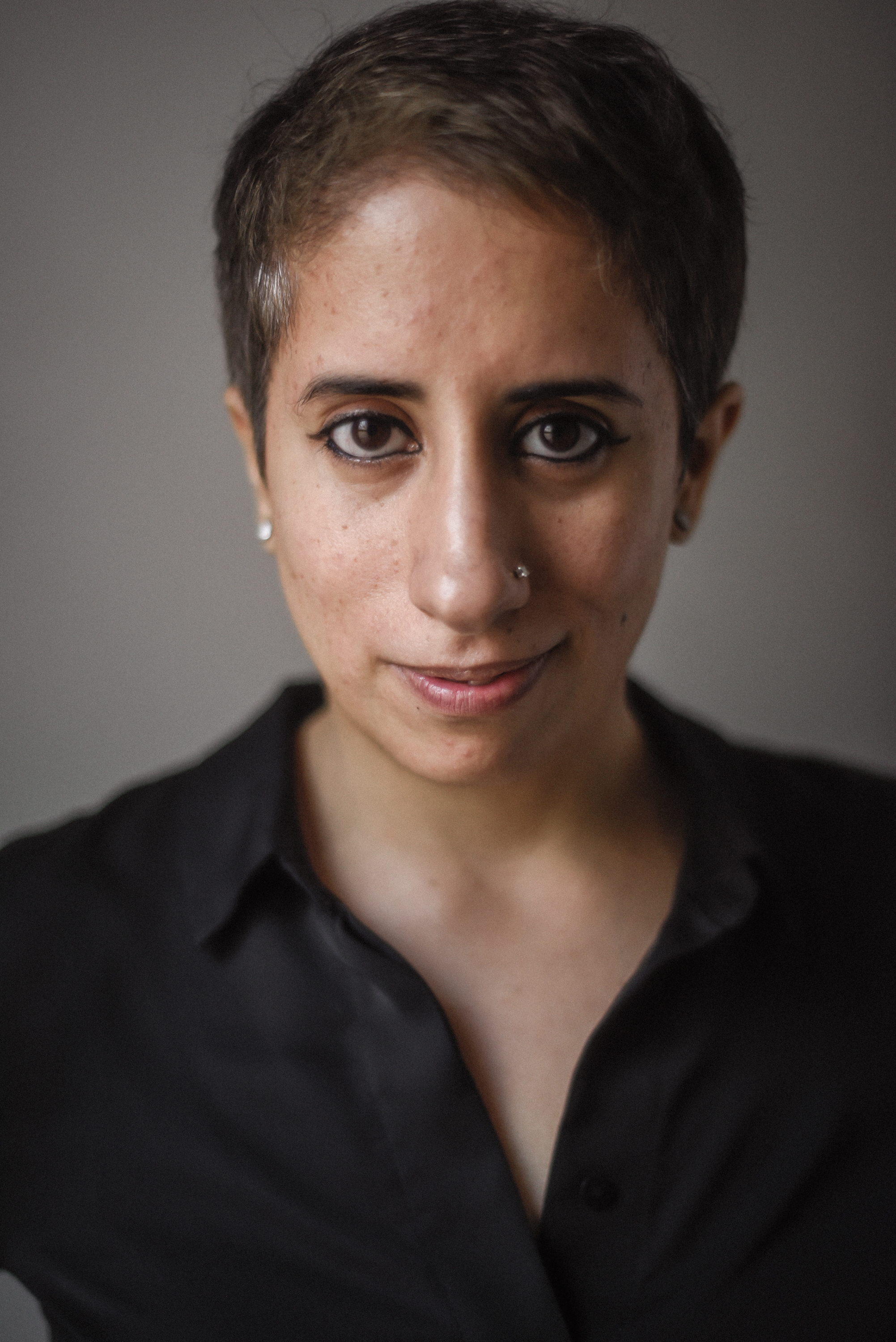
Guneet Monga, 2018

Guneet Monga (* 21. November 1983 in Neu-Delhi in  Indien) ist eine indische Filmproduzentin und Filmschaffende, die bei den 95. Academy Awards für und mit dem Dokumentar-Kurzfilm Die Elefantenflüsterer mit einem Oscar  ausgezeichnet wurde.

## Biografisches
Monga, die in Delhi aufwuchs, besuchte die Bluebells School International und machte 2004 ihren Abschluss in Massenkommunikation am Madhubala Institute of Mass Communication and Electronic Media, das der Guru Gobind Singh Indraprastha University in Delhi angegliedert ist. Monga erhielt zudem vom Film Independent und dem Bureau of Education and Cultural Affairs des US-Außenministeriums ein Global Media Makers-Stipendium. Im Jahr 2019 verlieh ihr die Alfred P. Sloan Foundation das renommierte Sloan Science and Film Stipendium.
Monga ist die Gründerin von Sikhya Entertainment, einem Unternehmen, das mit Filmen wie Gangs of Wasseypur (2012), Peddlers (2012), Lunchbox (2013), Monsoon Shootout (2013), Masaan (2015), Haraamkhor (2015), Zubaan (2015), Was werden die Leute sagen (2017), Soorarai Pottru (2020), Pagglait (2021) und dem oscarprämierten Dokumentar-Kurzfilm Die Elefantenflüsterer (2022) punktete. In der Actionkomödie Gangs of Wasseypur geht es um einen Streit zwischen Sultan und Shahid Khan, der zur Ausweisung von Khan aus Wasseypur führt und den Anfang einer tödlichen Blutfehde markiert, die drei Generationen umfasst. Guneet Monga produzierte den Film mit. Auch den dramatischen Thriller Peddlers produzierte sie mit. Darin wird die Geschichte eines jungen Drogenhändlers, einer jungen eingewanderten Mutter, die mit einer tödlichen Krankheit konfrontiert wird, und eines korrupten Polizisten erzählt. Bei dem dramatischen Liebesfilm Lunchbox trat Monga ebenfalls als Produzentin in Erscheinung. Die falsche Zustellung eines bekannten Lunchbox-Liefersystems führt eine junge Hausfrau und einen älteren Mann zusammen. Der von Monga produzierte Film Schüsse im Monsun dreht sich um heftige Regenfälle, von denen Mumbai heimgesucht wird. Ein Polizist muss in dieser Zeit eine lebensverändernde Entscheidung treffen. Das von Monga mitproduzierte Filmdrama Masaan erzählt von vier Menschen, die im Bereich des Flusses Ganges leben und sich mit Vorurteilen, einem strengen Moralkodex und einem strafenden Kastensystem konfrontiert sehen. Auch der dramatische Liebesfilm Haraamkhor zählt zu Mongas Arbeiten als Produzentin. Ein egoistischer, manipulativer Lehrer nutzt die Verletzlichkeit eines Schulmädchens aus, um sein dunkles, narzisstisches Verlangen zu befriedigen. Das Drama Zubaan zählt ebenfalls zu Mongas Arbeiten. Darin geht es um einen kleinen Jungen, der gern ein großes Tier sein möchte, seine Meinung jedoch ändert, als er erfahren muss, was damit alles verbunden ist, und doch lieber Sänger werden will, wie sein Vater. In dem Drama Was werden die Leute sagen (Hva vil folk si) von Iram Haq wird die Geschichte von Nisha erzählt, Tochter einer pakistanisch-norwegischen Familie, die von ihren Eltern nach Pakistan entführt wird, als ihr Vater sie zusammen mit einem Mann im Bett erwischt. Auch der dramatische Kurzfilm Plus Minus von 2018 gehört zu Mongas Arbeiten. Darum geht es um zwei Fremde. Zwei Perspektiven. Eine Tasse Tee und eine Nachtzugfahrt, die vielleicht auch unsere Sicht auf das Leben für immer verändern wird. Schließlich ist jedes Minus ein halbes Plus. Oder ist es das nicht? Bei dem Actiondrama Soorarai Pottru trat Monga  als Co-Produzentin auf. Darin geht es darum, einem einfachen Mann das Fliegen beizubringen und es mit der kapitalintensiven Industrie der Welt und mehreren Feinden aufzunehmen.
In dem komödiantischen Drama Pagglait kämpft eine junge kurz nach der Hochzeit bereits verwitwete Frau mit ihrer Unfähigkeit, zu trauern, schrulligen Verwandten und einer verblüffenden Entdeckung über ihren verstorbenen Mann. Der Film wurde von Monga produziert. Für den Dokumentar-Kurzfilm Die Elefantenflüsterer, der von Netflix veröffentlicht wurde und von einem indigenen Paar handelt, das sich um den jungen verwaisten Elefanten Raghu kümmert, wurde Monga gemeinsam mit Kartiki Gonsalves mit einem Oscar ausgezeichnet.
Monga ist nicht nur eine der renommiertesten Filmemacherinnen in Indien, sondern weltweit. Auch die Gründung eines Kinokollektivs namens Indian Women Rising gehört zu ihren Projekten, die dem Ziel dienen, die Arbeit indischer Filmemacherinnen weltweit zu entdecken, zu erweitern und zu verbreiten. Als erstes nahm sie den Kurzfilm Bittu (2020) unter ihre Fittiche, der als einer der Top 10 Filme in der Kategorie für den besten Kurzfilm in die engere Wahl kam. Im Film geht es um eine enge Freundschaft zwischen zwei Mädchen, die überschattet wird, als es in der Schule eine Vergiftung gibt.
Im Jahr 2021 wurde Guneet Monga von der französischen Regierung mit dem Chevalier dans l’Ordre des Arts et des Lettres (mit dem Orden der Künste und Literatur) für ihre bedeutenden Beiträge zur indisch-französischen filmischen und kulturellen Zusammenarbeit durch Filme wie Lunchbox, Masaan und Taj Mahal (2015) ausgezeichnet. In dem Thriller Taj Mahal befindet sich die 18-jährige Louise während eines Terroranschlags in einem Zimmer des Taj Mahal Palace Hotels in Mumbai, während ihre Eltern ausgegangen sind.
Guneet Monga wurde von der Zeitschrift The Hollywood Reporter zu einer der zwölf erfolgreichsten Frauen in der globalen Unterhaltungsbranche und von dem Wochenmagazin India Today unter die fünfzig Inderinnen gewählt, die Indien verändern würden. Die für einen BAFTA-Award nominierte Filmproduzentin ist eine der ersten Produzentinnen aus Indien, die in die Academy of Motion Picture Arts and Sciences aufgenommen wurde.

## Filmografie
– Produktion, wenn nicht anders angegeben –
- 2005: Murder Unveiled (Fernsehfilm; Produktionskoordinatorin)
- 2006: Valley of Flower (Produktionskoordinatorin)
- 2007: Partition (Produktionskoordinatorin)
- 2007: Sa Salaam India: ‚Let’s Bring the Cup Home‘
- 2008: Global Metal (Produktionsassistentin)
- 2008: Rang Rasiya
- 2009: Kavi
- 2010: Once Upon a Time in Mumbaai
- 2010: That Girl in Yellow Boots
- 2011: Love, Wrinkle-fee (als Schauspielerin)
- 2011: Michael
- 2012: Peddlers
- 2012: Gangs of Wasseypur
- 2013: The Congress
- 2013: Schüsse im Monsun (Monsoon Shootout)
- 2013: Lunchbox (Dabba)
- 2014: Tigers
- 2015: Haraamkhor
- 2015: Masaan
- 2015: Taj Mahal
- 2015: Zubaan
- 2016: Time Machine
- 2017: Was werden die Leute sagen (Hva vil folk si)
- 2018: Stigma Monatsblutung (Period. End of Sentence)
- 2019: Der Zorn der Bestien – Jallikattu (Jallikattu)
- 2020: Zindagi in Short (Fernsehserie, 5 Folgen)
- 2020: Soorarai Pottru
- 2021: Shimmy
- 2021, 2022: Kaun? Who Did it? (Fernsehserie, 47 Folgen)
- 2022: Good Morning (Kurzfilm)
- 2022: Die Elefantenflüsterer (Dokumentar-Kurzfilm)

## Auszeichnungen (Auswahl)
|      | Ergebnis  | Kategorie/Werk                                    | Preisträger                                                 | Award                  | Festival                           |
| 2013 | Nominiert | Bester Film Gangs of Wasseypur                    | Guneet Monga, Anurag Kashyap, Sunil Bohra                   | Filmfare Award         | Filmfare Awards                    |
| 2013 | Nominiert | Bester Film Lunchbox                              | Guneet Monga, Anurag Kashyap, Arun Rangachari               | Muhr Asia Africa Award | Dubai International Film Festival  |
| 2013 | Nominiert | Bester Film Gangs of Wasseypur                    | Guneet Monga, Anurag Kashyap, Sunil Bohra                   | Apsara Award           | Apsara Film Producers Guild Awards |
| 2014 | Nominiert | Bester Film Lunchbox                              | Guneet Monga, Anurag Kashyap, Arun Rangachari               | Apsara Award           | Apsara Film Producers Guild Awards |
| 2014 | Gewonnen  | Return-on-Investment-Film des Jahres Lunchbox     | Guneet Monga, Anurag Kashyap, Arun Rangachari               | Box Office India Award | Star Box Office India Awards       |
| 2015 | Nominiert | Bester nicht englischsprachiger Film Lunchbox     | Guneet Monga, Ritesh Batra, Arun Rangachari, Anurag Kashyap | BAFTA Film Award       | BAFTA Awards                       |
| 2020 | Nominiert | Film Plus Minus                                   | Guneet Monga, Jyoti Kapur Das, Achin Jain, Rohit Raj        | Asian Window           | Kalinga Global Film Festival       |
| 2022 | Gewonnen  | Bester Spielfilm Soorarai Pottru                  | Guneet Monga, Sudha Kongara, Suriya                         | Golden Lotus Award     | National Film Awards, India        |
| 2023 | Gewonnen  | Bester Dokumentar-Kurzfilm Die Elefantenflüsterer | Guneet Monga, Kartiki Gonsalves                             | Oscar                  | Academy Awards                     |